# Джаберуоки
Джаберуоки е измислено от Луис Карол страшилище, възпято в едноименното стихотворение в романа му Алиса в Огледалния свят. Има хищни нокти, раздиращи зъби, огнени очи, може да цвифейка и да рикае. Последните две думи са художествена измислица на автора, но доста ярко подчертават образа на Джаберуоки.

## Стихотворението и неговият превод на български език

### Превод от Стефан Гечев
| Джаберуоки превод: Стефан Гечев | Jabberwocky Lewis Carrol |
| Бе сгладне и честлинните комбурси тарляха се и сврецваха във плите; съвсем окласни бяха тук щурпите и отма равапсатваха прасурси. „От Джаберуока бой се, сине мой! От нокти хищни, зъби що раздират! От Джубджуб бой се птицата и крий, та зракът мощни да не те съзира!“ Той грабна своя остър меч в ръка и дълги дни врагът заклет иска, възправен сред безмеждната гора, замислен край митичната река. И както той замислено стоеше, ей Джаберуока с огнени очи цвифейки във леса довтасал беше, рикае, мята снопове лучи. Напред! Назад! Напред! Удри! Режи! Свистеше мечът остър в синий вдух. Остави звяра мъртъв да лежи, препусна бързо коня остроух. „Уби ли Джаберуока, сине мой? Ела в прегръдките ми, храбра младост! О, славен ден, охей! Охей! Охой!“ Той скачаше и цвифеше от радост... Бе сгладне и честлинните комбурси тарляха се и сврецваха във плите; съвсем окласни бяха тук щурпите и отма равапсатваха прасурси. | ‘Twas brillig, and the slithy toves Did gyre and gimble in the wabe: All mimsy were the borogoves, And the mome raths outgrabe. „Beware the Jabberwock, my son! The jaws that bite, the claws that catch! Beware the Jubjub bird, and shun The frumious Bandersnatch!“ He took his vorpal sword in hand: Long time the manxome foe he sought – So rested he by the Tumtum tree, And stood awhile in thought. And, as in uffish thought he stood, The Jabberwock, with eyes of flame, Came whiffling through the tulgey wood, And burbled as it came! One, two! One, two! And through and through The vorpal blade went snicker-snack! He left it dead, and with its head He went galumphing back. „And, has thou slain the Jabberwock? Come to my arms, my beamish boy! O frabjous day! Callooh! Callay!“ He chortled in his joy. ‘Twas brillig, and the slithy toves Did gyre and gimble in the wabe; All mimsy were the borogoves, And the mome raths outgrabe. |

### Източник и смисъл на стихотворението
Стихотворението е от книга, която Алиса намира след като минава през огледалото. След като го прочита, Алиса казва че „Изглежда много хубаво“, „Само че е извънредно трудно за разбиране“